# Rugby Town FC
Rugby Town FC (celým názvem: Rugby Town Football Club) je anglický fotbalový klub, který sídlí ve městě Rugby v nemetropolitním hrabství Warwickshire. Založen byl v roce 1955 pod názvem New Bilton Juniors FC. Od sezóny 2018/19 hraje v United Counties League Premier Division (9. nejvyšší soutěž). Klubové barvy jsou modrá a bílá.
Své domácí zápasy odehrává na stadionu Butlin Road s kapacitou 6 000 diváků.

## Historické názvy
Zdroj: 
- 1955 – New Bilton Juniors FC (New Bilton Juniors Football Club)
- 1956 – Valley Sports FC (Valley Sports Football Club)
- 1971 – VS Rugby FC (Valley Sports Rugby Football Club)
- 2000 – Rugby United FC (Rugby United Football Club)
- 2005 – Rugby Town FC (Rugby Town Football Club)

## Získané trofeje
- FA Vase ( 1× )
  - 1982/83
- Birmingham Senior Cup ( 2× )
  - 1988/89, 1991/92

## Úspěchy v domácích pohárech
Zdroj: 
- FA Cup
  - 2. kolo: 1987/88, 1992/93
- FA Trophy
  - 3. kolo: 1999/00, 2002/03
- FA Vase
  - Vítěz: 1982/83

## Umístění v jednotlivých sezonách
Stručný přehled
Zdroj: 
- 1970–1972: United Counties League (Division Three)
- 1972–1975: United Counties League (Division One)
- 1975–1983: West Midlands Regional League (Premier Division)
- 1983–1987: Southern Football League (Midland Division)
- 1987–1993: Southern Football League (Premier Division)
- 1993–1994: Southern Football League (Midland Division)
- 1994–1996: Southern Football League (Premier Division)
- 1996–1999: Southern Football League (Midland Division)
- 1999–2000: Southern Football League (Eastern Division)
- 2000–2001: Southern Football League (Western Division)
- 2001–2002: Southern Football League (Eastern Division)
- 2002–2004: Southern Football League (Western Division)
- 2004–2010: Southern Football League (Premier Division)
- 2010–2015: Southern Football League (Division One Central)
- 2015–2017: Northern Premier League (Division One South)
- 2017–2018: Midland Football League (Premier Division)
- 2018– : United Counties League (Premier Division)

Jednotlivé ročníky
Zdroj: 
Legenda: Z – zápasy, V – výhry, R – remízy, P – porážky, VG – vstřelené góly, OG – obdržené góly, +/− – rozdíl skóre, B – body, červené podbarvení – sestup, zelené podbarvení – postup, fialové podbarvení – reorganizace, změna skupiny či soutěže
| Sezóny  | Liga                                            | Úroveň | Z  | V  | R  | P  | VG  | OG  | +/− | B  | Pozice |
| ------- | ----------------------------------------------- | ------ | -- | -- | -- | -- | --- | --- | --- | -- | ------ |
| 2009/10 | Southern Football League (Premier Division)     | 7      | 42 | 4  | 8  | 30 | 41  | 114 | −73 | 20 | 22.    |
| 2010/11 | Southern Football League (Division One Central) | 8      | 42 | 20 | 11 | 11 | 74  | 56  | +18 | 71 | 6.     |
| 2011/12 | Southern Football League (Division One Central) | 8      | 42 | 19 | 10 | 13 | 67  | 65  | +2  | 67 | 6.     |
| 2012/13 | Southern Football League (Division One Central) | 8      | 42 | 31 | 3  | 8  | 103 | 45  | +58 | 96 | 2.     |
| 2013/14 | Southern Football League (Division One Central) | 8      | 42 | 27 | 8  | 7  | 100 | 45  | +55 | 89 | 2.     |
| 2014/15 | Southern Football League (Division One Central) | 8      | 42 | 25 | 7  | 13 | 78  | 51  | +27 | 73 | 6.     |
| 2015/16 | Northern Premier League (Division One South)    | 8      | 42 | 17 | 9  | 16 | 73  | 68  | +5  | 60 | 9.     |
| 2016/17 | Northern Premier League (Division One South)    | 8      | 42 | 8  | 6  | 28 | 44  | 77  | -33 | 30 | 21.    |
| 2017/18 | Midland Football League (Premier Division)      | 9      | 42 | 19 | 7  | 16 | 76  | 60  | +16 | 64 | 6.     |
| 2018/19 | United Counties League (Premier Division)       | 9      | 42 |    |    |    |     |     |     |    |        |